# Rizomins
Els rizomins (Rhizomyinae) són una subfamília de rosegadors de la família dels espalàcids. Viuen a l'Àsia central, el sud-est d'Àsia i l'Àfrica oriental. Inclouen tres gèneres vivents i uns quants d'extints.
Les espècies d'aquest grup són rodanxones, tenen les potes curtes i es passen gran part del temps a sota terra. Tenen dents incisives enormes. Les peculiaritats de la seva dentició feu que en el passat se les classifiqués amb les rates talp.